# TXNL4A
TXNL4A‏ (Thioredoxin like 4A) هوَ بروتين يُشَفر بواسطة جين TXNL4A في الإنسان.